# Coupe des clubs champions européens 1988-1989
Navigation
Édition précédente Édition suivante
La Coupe des clubs champions européens 1988-1989 a vu la victoire du Milan AC.
La compétition s'est terminée le 24 mai 1989 par la finale au Nou Camp à Barcelone.

## Premier tour
| Équipe 1           | Résultat | Équipe 2                    | Aller | Retour               |
| ------------------ | -------- | --------------------------- | ----- | -------------------- |
| BFC Dynamo         | 3 - 5    | Werder Brême                | 3 - 0 | 0 - 5                |
| Sparta Prague      | 3 - 7    | Steaua Bucarest             | 1 - 5 | 2 - 2                |
| Real Madrid CF     | 4 - 0    | Moss FK                     | 3 - 0 | 1 - 0                |
| AEK Larnaca        | 2 - 7    | IFK Göteborg                | 1 - 2 | 1 - 5                |
| FC Bruges          | 2 - 2E   | Brøndby IF                  | 1 - 0 | 1 - 2                |
| FC Porto           | 3 - 2    | HJK Helsinki                | 3 - 0 | 0 - 2                |
| Rapid Vienne       | 2 - 3    | Galatasaray                 | 2 - 1 | 0 - 2                |
| Spartak Moscou     | 3 - 1    | Glentoran FC                | 2 - 0 | 1 - 1                |
| FK Vitoscha Sofia  | 2 - 7    | AC Milan                    | 0 - 2 | 2 - 5                |
| Hamrun Spartans FC | 2 - 3    | KF Tirana                   | 2 - 1 | 0 - 2                |
| Górnik Zabrze      | 7 - 1    | AS La Jeunesse d'Esch       | 3 - 0 | 4 - 1                |
| AEL Larissa        | 3 - 3    | Neuchâtel Xamax             | 2 - 1 | 1 - 2 ap (0 - 3 tab) |
| Budapest Honvéd    | 1 - 4    | Celtic FC                   | 1 - 0 | 0 - 4                |
| Dundalk FC         | 0 - 8    | Étoile rouge de Belgrade    | 0 - 5 | 0 - 3                |
| Valur Reykjavik    | 1 - 2    | AS Monaco                   | 1 - 0 | 0 - 2                |
| PSV Eindhoven      | exempté  | en tant que tenant du titre |       |                      |

## Huitièmes de finale
| Équipe 1        | Résultat | Équipe 2                 | Aller | Retour               |
| --------------- | -------- | ------------------------ | ----- | -------------------- |
| Celtic FC       | 0 - 1    | Werder Brême             | 0 - 1 | 0 - 0                |
| AC Milan        | 2 - 2    | Étoile rouge de Belgrade | 1 - 1 | 1 - 1 ap (4 - 2 tab) |
| Neuchâtel Xamax | 3 - 5    | Galatasaray              | 3 - 0 | 0 - 5                |
| PSV Eindhoven   | 5 - 2    | FC Porto                 | 5 - 0 | 0 - 2                |
| Steaua Bucarest | 5 - 1    | Spartak Moscou           | 3 - 0 | 2 - 1                |
| KF Tirana       | 0 - 4    | IFK Göteborg             | 0 - 3 | 0 - 1                |
| FC Bruges       | 2 - 6    | AS Monaco                | 1 - 0 | 1 - 6                |
| Górnik Zabrze   | 2 - 4    | Real Madrid CF           | 0 - 1 | 2 - 3                |

## Quarts de finale
| Équipe 1      | Résultat | Équipe 2        | Aller | Retour  |
| ------------- | -------- | --------------- | ----- | ------- |
| IFK Göteborg  | 2 - 5    | Steaua Bucarest | 1 - 0 | 1 - 5   |
| PSV Eindhoven | 2 - 3    | Real Madrid CF  | 1 - 1 | 1 - 2ap |
| AS Monaco     | 1 - 2    | Galatasaray     | 0 - 1 | 1 - 1   |
| Werder Brême  | 0 - 1    | AC Milan        | 0 - 0 | 0 - 1   |

## Demi-finales
| Équipe 1        | Résultat | Équipe 2    | Aller | Retour |
| --------------- | -------- | ----------- | ----- | ------ |
| Steaua Bucarest | 5 - 1    | Galatasaray | 4 - 0 | 1 - 1  |
| Real Madrid CF  | 1 - 6    | AC Milan    | 1 - 1 | 0 - 5  |

## Finale
| 24 mai 1989 | Steaua Bucarest | 0 - 4 | AC Milan                            | Camp Nou, Barcelone                                    |                                                        |
| 20 h 15     |                 |       | 18e 39e Gullit · 27e 47e Van Basten | Spectateurs : 97 000 Arbitrage : Karl-Heinz Tritschler | Spectateurs : 97 000 Arbitrage : Karl-Heinz Tritschler |
| 20 h 15     | Rapport         |       |                                     | Spectateurs : 97 000 Arbitrage : Karl-Heinz Tritschler | Spectateurs : 97 000 Arbitrage : Karl-Heinz Tritschler |